# علی دانایی‌فرد
علی دانایی‌فرد (۲ مهر ۱۳۰۰ – ۱۴ آبان ۱۳۵۸) از بنیان‌گذاران تیم فوتبال باشگاه دوچرخه‌سواران و تاج (استقلال کنونی) و از یاران اولیه این تیم در سال ۱۳۲۴ بود. دانایی‌فرد نخستین مربی تاریخ باشگاه استقلال بوده‌است. او بیش از دو دهه مربی‌گری آبی‌پوشان تهران را بر عهده داشت و طولانی‌ترین دوران مربی‌گری در تاریخ باشگاه استقلال از آن اوست. از وی به عنوان پدر معنوی باشگاه استقلال یاد می‌شود. دانایی‌فرد طی ۴ نوبت مربی‌گری باشگاه را بر عهده داشت؛ او رکورددار دوران مربی‌گری به مدت ۲۲ سال و رکورددار تعداد جام‌های برده با ۱۳ جام رسمی است.

## زندگی ورزشی
علی دانایی‌فرد پیش از فوتبال در رشته دو و میدانی فعالیت می‌کرد و در ۱۷ سالگی مقام دوم مسابقات کشوری را در این رشته کسب کرد. در سال‌های بعد رو به فوتبال آورد و فعالیت مربیگری خود را در این رشته با تأسیس سه تیم ایرج، سلم و تور در سال ۱۳۲۳ آغاز کرد. تیم تور چند دورهٔ پیاپی با مربیگری دانایی‌فرد در مسابقات خردسالان که تابستان هر سال به همت احمد ایزدپناه در منظریه برگزار می‌شد به قهرمانی رسید و بازیکنان بزرگی همچون محمود بیاتی، ژرژ مارکاریان، نادر افشار و بیوک جدیکار در آن چهره شدند. باشگاه دوچرخه‌سواران که از ابتدای تأسیس تنها در رشته دوچرخه‌سواری فعالیت داشت، از سال ۱۳۲۴ تصمیم گرفت در رشته فوتبال هم تیمی را روانه مسابقات کند. در آن زمان تیم تور موفق شده بود تیم کارگر آبادان را شکست دهد و علی دانایی‌فرد مورد توجه باشگاه دوچرخه‌سواران قرار گرفته بود. با پیوستن علی دانایی‌فرد به دوچرخه‌سواران، تیم تور از سال ۱۳۲۵ با نام دوچرخه‌سواران وارد بازی‌ها شد. افزون بر بازیکنان تیم تور، تعدای از بازیکنان تیم فوتبال نادر هم به دوچرخه‌سواران آمدند.
علی دانایی‌فرد در سال‌های ابتدایی شکل‌گیری تیم فوتبال دوچرخه‌سواران هم‌زمان بازیکن و مربی این تیم بود. او در پیستون چپ بازی می‌کرد و بعد از چهره شدن بیوک جدیکار در این پست، جای خود را به او داد و از آن پس تنها به مربی‌گری و هدایت تیم اصلی و تیم‌های پایهٔ باشگاه پرداخت.
در سال ۱۳۲۸ دانایی‌فرد به همراه پرویز عمواوغلی، گرائیلی، ملکی و سید آقا جلالی، عضو گروه تصمیم‌گیرنده‌ای بود که با تغییر نام باشگاه از دوچرخه‌سواران به تاج موافقت کرد. دلیل این تصمیم گسترش فعالیت‌های باشگاه در رشته‌های دیگر ورزشی بود. پس از ادغام تیم سرباز در تیم فوتبال دوچرخه‌سواران، این باشگاه بر اساس اسناد موجود در یکم اسفند ۱۳۲۸ به تاج تغییر نام داد.

## دوران مربی‌گری
بر اساس اعلام وبگاه رسمی باشگاه استقلال تهران، علی دانایی‌فرد از سال ۱۳۲۵ تا ۱۳۴۸ - به غیر از دو دوره - در تمامی مسابقاتی که باشگاه با نام دوچرخه‌سواران یا تاج شرکت داشته، سرمربی‌گری تیم اول باشگاه را بر عهده داشته‌است. در این میانه یک بار در سال ۱۳۳۲ مربی‌گری تاج به رسول مددنوعی واگذار شد و بار دیگر در سال‌های ۱۳۴۶ و ۱۳۴۷ بود که محمود بیاتی مربی‌گری آبی‌پوشان را بر عهده گرفت. دانایی‌فرد روز ۱۶ فروردین ۱۳۴۷ در نخستین شهرآورد تاج برابر پرسپولیس روی نیمکت آبی‌ها بود. او در پایان سال ۱۳۴۸ جای خود را به زدراکو رایکوف داد. او در سال ۱۳۵۵ با برکناری رایکوف مجدداً سرمربی تاج شد.
علی دانایی‌فرد در زمرهٔ پایه‌گذاران فوتبال بانوان در ایران نیز به‌شمار می‌آید. او در اواخر دههٔ ۱۳۴۰ و پس از واگذاری سکان هدایت تیم اصلی تاج به رایکوف به راه‌اندازی فوتبال بانوان تاج همت گماشت. در آن هنگام با قهرمانی تیم ملی فوتبال ایران در جام ملت‌های آسیا ۱۳۴۷ و فراگیر شدن تب فوتبال در جامعهٔ ایران، ایدهٔ راه‌اندازی مسابقات فوتبال بانوان برای نخستین بار به میان آمد. باشگاه تاج در این زمینه پیشگام بود و دو تیم بانوان به نام تاج (با هدایت علی دانایی‌فرد) و دیهیم (با هدایت پرویز ابوطالب) تأسیس نمود. دانایی‌فرد سه سال مربیگری و هدایت تیم بانوان تاج را بر عهده داشت اما به دلیل عدم استقبال باشگاه‌های دیگر از تشکیل تیم فوتبال بانوان، برگزاری مسابقات بانوان پس از مدتی به دست فراموشی سپرده شد.

## زندگی شخصی
از دانایی‌فرد دو فرزند دختر به یادگار مانده‌است، متولد سال‌های ۱۳۲۸ و ۱۳۳۴ که میترا دانایی فرد یکی از مربیان فوتبال بانوان ایران به‌شمار می‌آید، همچنین یک فرزند پسر به نام ایرج دانایی‌فرد متولد ۱۳۲۹ که عضو تیم ملی فوتبال ایران و در جام جهانی فوتبال ۱۹۷۸زننده گل ایران برابر اسکاتلند بود. ایرج دانایی‌فرد سال ۹۷ به دلیل عارضه کبدی درگذشت.

## درگذشت
علی دانایی‌فرد در ۱۴ آبان‌ماه سال ۱۳۵۸ بر اثر بیماری کبد و سرطان روده چشم از دنیا فروبست.
همسر او ارجمند جهان دانایی‌فرد نیز شنبه ۱۰ بهمن ۱۳۹۴ درگذشت و در بهشت زهرای تهران قطعهٔ ۲۳، ردیف ۱۹، شماره۱۱ کنار مزار همسرش به خاک سپرده شد.

## کارنامه مربی‌گری
عناوین و افتخاراتی که باشگاه استقلال تهران با مربی‌گری علی دانایی‌فرد به دست آورده‌است به شرح زیر است.
| سال     | عنوان مسابقات            | مقام   |
| ------- | ------------------------ | ------ |
| ۱۳۲۵    | قهرمانی باشگاه‌های تهران  | دوم    |
| ۱۳۲۵    | جام حذفی باشگاه‌های تهران | دوم    |
| ۲۷–۱۳۲۶ | جام حذفی باشگاه‌های تهران | قهرمان |
| ۱۳۲۸    | قهرمانی باشگاه‌های تهران  | قهرمان |
| ۱۳۳۰    | جام حذفی باشگاه‌های تهران | قهرمان |
| ۱۳۳۰    | قهرمانی باشگاه‌های تهران  | دوم    |
| ۱۳۳۱    | قهرمانی باشگاه‌های تهران  | قهرمان |
| ۱۳۳۵    | قهرمانی باشگاه‌های تهران  | قهرمان |
| ۱۳۳۶    | جام قهرمانی ایران        | قهرمان |
| ۱۳۳۶    | قهرمانی باشگاه‌های تهران  | قهرمان |
| ۳۷–۱۳۳۶ | جام حذفی باشگاه‌های تهران | دوم    |
| ۱۳۳۷    | جام تاج                  | قهرمان |
| ۳۸–۱۳۳۷ | جام حذفی باشگاه‌های تهران | قهرمان |
| ۱۳۳۸    | قهرمانی باشگاه‌های تهران  | قهرمان |
| ۱۳۳۹    | جام حذفی باشگاه‌های تهران | قهرمان |
| ۴۰–۱۳۳۹ | قهرمانی باشگاه‌های تهران  | قهرمان |
| ۱۳۴۱    | قهرمانی باشگاه‌های تهران  | قهرمان |
| ۴۸–۱۳۴۷ | قهرمانی باشگاه‌های تهران  | قهرمان |
| ۱۳۴۸    | جام بین‌المللی میلز       | قهرمان |